# Мегареј (Креонтов син)
Мегареј је у грчкој митологији био Креонтов син.

## Етимологија
Име Мегареј има значење човек „од пророчке пећине“.

## Митологија
Био је син Креонта и Еуридике, Мегарин брат, о коме су писали Есхил и Софокле. У рату седморице против Тебе, штитио је Нистанску капију. Према Есхиловим наводима, он се сукобио са Етеоклом, као достојан противник, јер је био потомак Спарта.